# 19e division de fusiliers motorisés
Pour les articles homonymes, voir 19e division.
Pour la 19e division de fusiliers motorisés existant entre 1957 et 1964, voir 1er corps mécanisé (2e formation).
La 19e division de fusiliers motorisés (en russe : 19-я мотострелковая дивизия, abrégé en 19 мсд), de son nom complet la 19e division de fusiliers motorisés Voronej-Choumlinskaïa ordres du Drapeau rouge de Souvorov et du Drapeau rouge des travailleurs (19-я мотострелковая Воронежско-Шумлинская Краснознамённая, орденов Суворова и Трудового Красного Знамени дивизия), est une grande unité de l'Armée de terre russe (no   d'unité 20634).
Elle semble avoir été formée à l'origine en juillet 1922 à Tambov dans le district militaire de Moscou en tant que formation territoriale. En 1925, l'unité est rebaptisée 19e division de fusiliers de Voronej. La division est réduite à la taille d'une brigade en 2009 et rétablie en tant que division en 2020.

## Histoire
Au début de la Seconde Guerre mondiale, la 19e division de fusiliers se compose des 32e, 282e et 315e régiment de fusiliers, du 90e régiment d'artillerie et du 103e régiment d'artillerie d'obusiers. La division entre en combat contre les Allemands le 19 juillet 1941 près de Ielnia dans le cadre de la 24e armée du front de l'Ouest. Elle participe à l'offensive de Ielnia, la bataille de Moscou, l'offensive Rjev-Viazma en 1942, l'offensive Rjev-Sitchevka, l'opération Kharkov en 1943 et l'opération Polkovodets Roumiantsev (3 août 1943 - 23 août 1943).Dans le cadre de la 7e armée de la Garde, elle combat dans l'offensive Poltava-Krementchouk, l'offensive Pyatihatskoï, l'offensive Bereznehouvate-Snihourivka (en), l'offensive Odessa, à Chișinău, l'offensive Izmail, l'offensive Belgrade 1944, l'offensive Derskoï et l'offensive Bratislava-Brno.
L'unité participe à la libération des villes Elnya, Ruza, Krasnograd, Bobrynets, Bratislava, Shumla libérées le 9 septembre 1944. Pour l'exécution exemplaire des missions de commandement en Bulgarie, elle reçoit le nom honorifique de « Choumlinskoï » le 27 septembre 1944. Elle traverse les fleuves Seversky Donets, Ingulets, Dniester, Prut, Southern Bug, Dniepr et Danube. Au cours de l'offensive de Belgrade en octobre 1944, la division entre en Yougoslavie et, en novembre, traverse le Danube près d'Apatin et, sur un terrain boisé difficile pendant la bataille de Batina (en), mène de féroces batailles avec les nazis sur la rive gauche. En 1944, elle combat à travers la Roumanie, la Bulgarie, la Yougoslavie, la Hongrie et la Tchécoslovaquie, où elle achèvera la guerre. Pour son courage dans ces batailles et ses compétences militaires, la division est décorée de l'Ordre de Souvorov de 2e classe (6 janvier 1945).
Pendant la guerre, elle servit successivement dans les 24e, 43e, 5e, 20e, 3e de la Garde, 57e, 37ee, 7e de la Garde et 46e armées.
En 1945, la division arrive dans le district militaire de Stavropol et stationne à Vladikavkaz. En mai-juin 1946, la division est réorganisée en la 11e brigade de fusiliers séparés. Tous les bataillons de la brigade sont stationnés à Ordjonikidze (rebaptisé Vladikavkaz en 1990). Le 1er juillet 1949, la 11e brigade est réorganisée en 19e division de fusiliers de montagne, 12e corps de montagne. Le 31 mai 1954, la 19e est rebaptisée 19e division de fusiliers. En mars 1957, la 19e division est réorganisée en 92e division de fusiliers motorisés. Selon l'ordonnance du ministre de la Défense de l'URSS no 00147 du 17 novembre 1964, afin de préserver les traditions martiales, la 92e est rebaptisée 19e division de fusiliers motorisés. Ainsi en 1965 elle redevient la 19e division de fusiliers motorisés.
Elle arrive dans la région du Caucase au milieu des années 1950 et stationne depuis de nombreuses années à Vladikavkaz. À la fin des années 1980, elle fait partie du 42e corps d'armée à Volgograd et se compose du 397e régiment blindé et des 201e, 429e et 503e régiments de fusiliers motorisés.
Aujourd'hui, après un remaniement des unités au cours des quinze dernières années, elle fait partie de la 58e armée reformée, dans le district militaire du Caucase du Nord. Les titres honorifiques de division sont (en russe) : Воронежско-Шумлинская краснознаменная, орденов Суворова, Трудового Красного Зна мени.
Le 8 août 2008, des éléments de la 19e division (au moins le 503e régiment de fusiliers motorisés) entrent en Ossétie du Sud.
En 2009, dans le cadre de la restructuration plus large des forces terrestres russes, la division devient la 19e brigade de fusiliers motorisés.
En 2020, la 19e brigade de fusiliers motorisés devient la 19e division de fusiliers motorisés au sein de la 58e armée dans le district militaire sud,. Il est prévu de rééquiper la division avec des chars de combat principaux T-90M. La division participe à l'invasion russe de l'Ukraine en 2022 et combat dans l'oblast de Zaporijjia.

## Unités subordonnées

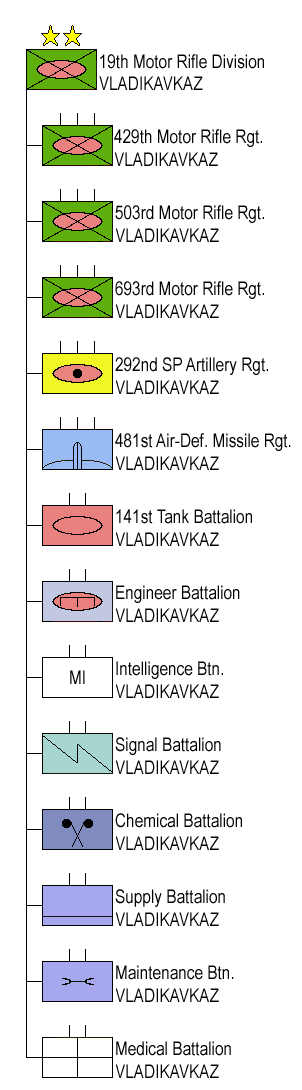
Structure de la 19e division de fusiliers motorisés en 2007.

### 2007
- 429e régiment de fusiliers motorisés ;
- 503e régiment de fusiliers motorisés de la Garde (équipé de 10 véhicules blindés de transport de troupes BTR-82A à partir de 2021)[8] ;
- 693e régiment de fusiliers motorisés de la Garde ;
- 292e régiment d'artillerie automotrice ;
- 481e régiment de missiles antiaériens ;
- 141e bataillon de chars ;
- un bataillon du génie ;
- un bataillon de reconnaissance ;
- un bataillon de transmissions ;
- un bataillon chimique (de défense NBC) ;
- un bataillon de soutien logistique ;
- un bataillon de maintenance ;
- un bataillon médical ;
- une compagnie de guerre électronique.

## Personnel et équipement
La 19e division compte actuellement environ 11 000 personnes en service actif.
Résumé de l'équipement
| Équipement                 | Nombre            |
| -------------------------- | ----------------- |
| Chars de combat principaux | 120 (T-72)        |
| APC et IFV                 | 330               |
| Artillerie automotrice     | 72 (2S3 Akatsiya) |
| Lance-roquettes multiples  | 16                |